# Orepukia alta
Orepukia alta là một loài nhện trong họ Agelenidae.
Loài này thuộc chi Orepukia. Orepukia alta được miêu tả năm 1973 bởi Raymond Robert Forster & Wilton.